# Chrysosoma khooi
Chrysosoma khooi är en tvåvingeart som beskrevs av Daniel J. Bickel 1994. Chrysosoma khooi ingår i släktet Chrysosoma och familjen styltflugor. Inga underarter finns listade i Catalogue of Life.